# Anna Williams (poétesse)
Pour les articles homonymes, voir Anna Williams et Williams.
Anna Williams (1706 - 6 septembre 1783) était une poétesse galloise. Elle était une compagne proche de l'écrivain Samuel Johnson, qui s'est dit très désolé quand elle mourut. Les cataractes laissèrent Williams aveugle ou malvoyante à partir des années 1740, lorsque Johnson la prit sous son aile et l'aida à la soutenir. 
Elle rejoint son foyer jusqu'à sa mort, à l'exception d'une période de six ans. En échange, Williams supervisait la gestion et les dépenses du ménage de Johnson. Outre la poésie, elle a écrit un dictionnaire inachevé de termes philosophiques, et traduit et publié une biographie française de l'empereur Julien.